# Hoogrendementshoutkachel

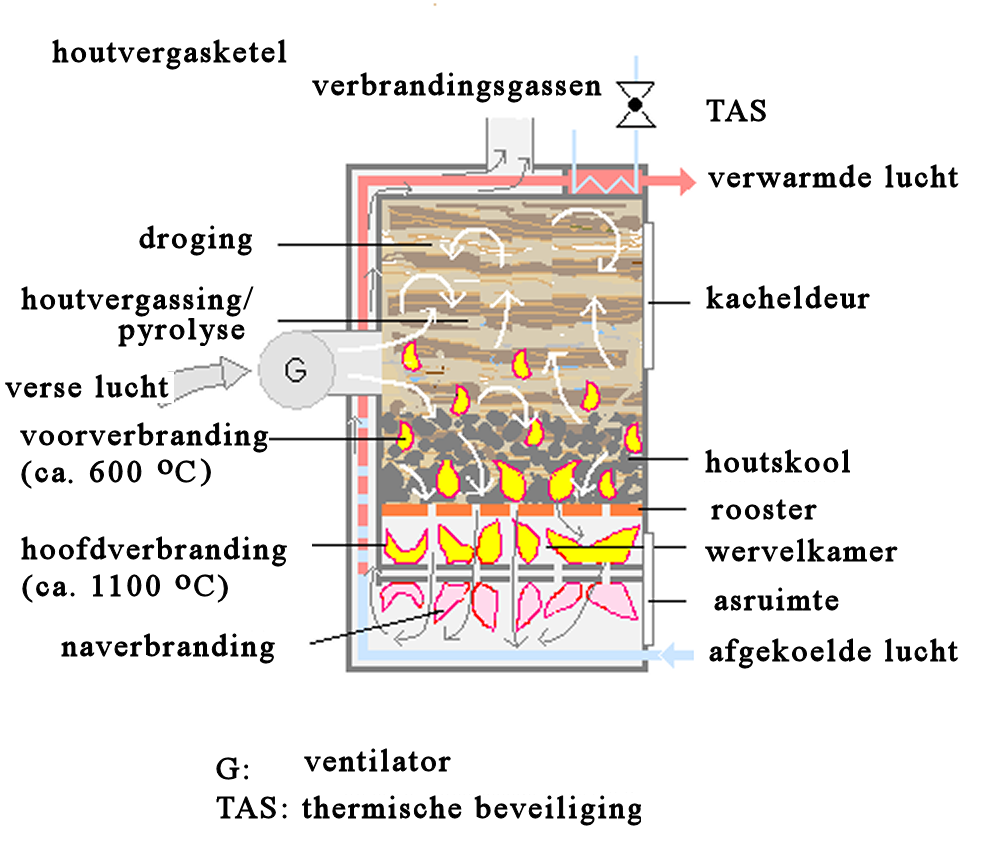
Schema van een hoogrendements-
houtvergasserkachel

Een hoogrendementshoutkachel of HR houtkachel is een houtkachel die door verbeterde technieken een hoger rendement heeft. Hoogrendementshoutkachels stoten minder voor het milieu schadelijke stoffen uit dan gewone houtkachels.
Hoogrendementshoutkachels hebben een hogere verbrandingstemperatuur in de stookkamer, ongeveer 600 tot 700 graden Celsius. De afvoer van rookgassen wordt omgeleid en vlammen worden teruggereflecteerd richting stookkamer. 
De voorverwarmde luchtstroom zorgt voor een zuiver kijkvenster en zorgt dat de verbranding zo heet mogelijk plaatsvindt.
De brandkamer is vaak voorzien van vermiculietplaten, die enorm hoge temperaturen weerstaan en uiterst reflecterend zijn. Soms wordt nog gebruikgemaakt van "oudere" chamottestenen.
Een hoogrendementshoutkachel moet minstens een rendement van 72% hebben, waarbij het maximaal haalbare circa 85% bedraagt, wanneer men gebruikmaakt van loofhout. Hogere rendementen zijn enkel haalbaar bij voorgedroogd hout.
Veel hoogrendementshoutkachels hebben een dubbelwandige opbouw waardoor een luchtstroom van convectielucht de ruimte sneller verwarmt dan enkel stralingswarmte.
Een hoogrendementshoutkachel wordt voordat deze op de markt komt getest door een onafhankelijk instituut en krijgt de benodigde keurmerken, daar wordt naast rendement gemeten naar fijnstof- en CO2-uitstoot en natuurlijk brandveiligheid. 
Hoogrendementshoutkachels zijn zuinig met hun brandstof en laten maar weinig as over door het enorme rendement. Verbruik van 1 kilo hout per uur bij een vermogen van 4,5 kW is goed haalbaar bij een rendement van 80%. 
De aslade wordt vaak uit kostenoverweging bij de productie weggelaten. 
Maandelijks een keer de aslade legen of uitscheppen is voldoende.